# Ivan Buva
Ivan Buva (Zagreb, 6 de mayo de 1991) es un jugador de baloncesto croata. Con 2.08 de estatura, su puesto natural en la cancha es el de ala-pívot. Actualmente juega en el Tabiat de la Superliga de Baloncesto de Irán.

## Trayectoria
Formado en la cantera del Cedevita Zagreb y tras un año en el Siroki bosnio, debutó en Italia con el Cantú en 2014, para defender los colores del Scandone Avellino la campaña 2015-16. En el Avellino completó una gran temporada, firmando 13.3 puntos y 5.5 rebotes en tan solo 20 minutos por partido. Con el Scandone fue finalista de la Copa italiana y semifinailista de la Lega.
En agosto de 2016, firma con el Bilbao Basket.
En la temporada 2021-22, firma por el BC Rytas de la LKL.
En septiembre de 2024 fue fichado por el Tabiat de la Superliga de Baloncesto de Irán.

## Selección nacional
Disputó con selección croata el Eurobasket Sub-20 de 2011.
A nivel absoluto actuó en el Eurobasket 2017.